# 胡杰 (嘉靖進士)
胡杰（1522年—1571年），字子文，號劔西，江西南昌府豐城縣人，民籍，明朝政治人物。

## 生平
嘉靖二十二年（1543年）癸卯科江西鄉試第一名舉人。嘉靖二十六年（1547年）中式丁未科會試第二百十二名，登第二甲第十名進士。选翰林院庶吉士，二十八年十月授编修，三十六年十月升侍读。四十年七月与右谕德吴情主考辛酉科应天府乡试，贬为直隶广平府通判，四十一年十一月升南京太仆寺寺丞，升尚宝司司丞，四十四年十一月升国子监司业，四十五年三月改任左春坊左中允，分校永乐大典，兼翰林院编修，十一月升南京国子监祭酒。隆慶初被论奏，称病乞归。
隆慶四年（1570年）八月起补南京太常寺少卿，十二月（1571年初）升通政司右通政提督誊黄。隆慶五年二月升南京太常寺卿。次年赴任南京，以痰疾卒于德州。

## 著作
著有《劍西稿》。

## 家族
曾祖胡禮瓚；祖父胡康固，壽官；父胡汲，號中洲，遼府引禮舍人。母徐氏。子震宗、颐宗、臨宗、咸宗、豫宗。